# Ińsko
Ińsko é um município da Polônia, na voivodia da Pomerânia Ocidental e no condado de Stargard. Estende-se por uma área de 7,48 km², com 1 980 habitantes, segundo os censos de 2016, com uma densidade de 264,7 hab/km².